# Lisposoma
Lisposoma is een geslacht van schorpioenen uit de familie Bothuridae. Het omvat twee soorten die voorkomen in Namibië, L. elegans en L. joseehermana